# Birgaon
Birgaon är en stad i den indiska delstaten Chhattisgarh, och tillhör distriktet Raipur. Den är en förort till Raipur, och folkmängden uppgick till 96 294 invånare vid folkräkningen 2011.